# 莫羅佐瓦多利納
50°18′31″N 35°44′10″E / 50.30861°N 35.73611°E
莫羅佐瓦-多利納（烏克蘭語：Морозова Долина）是位於烏克蘭東部的村莊，由哈爾科夫州博霍杜希夫區的佐洛奇夫市鎮負責管轄。該村面積0.43平方公里，海拔高度185米，2001年人口56，人口密度每平方公里129人。